# Guillemette de Vergy

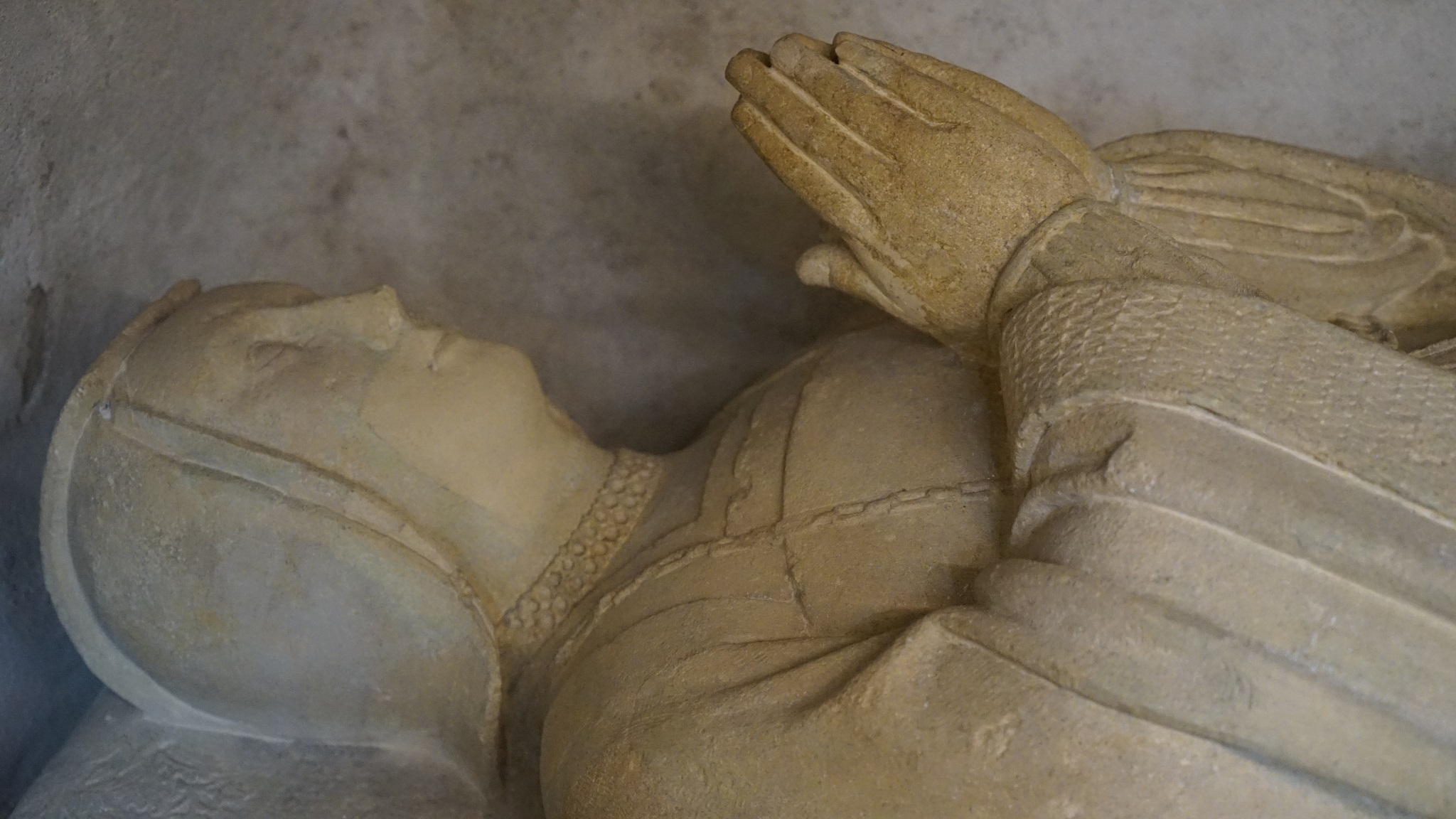
Grabmal der Guillemette de Vergy in Valangin

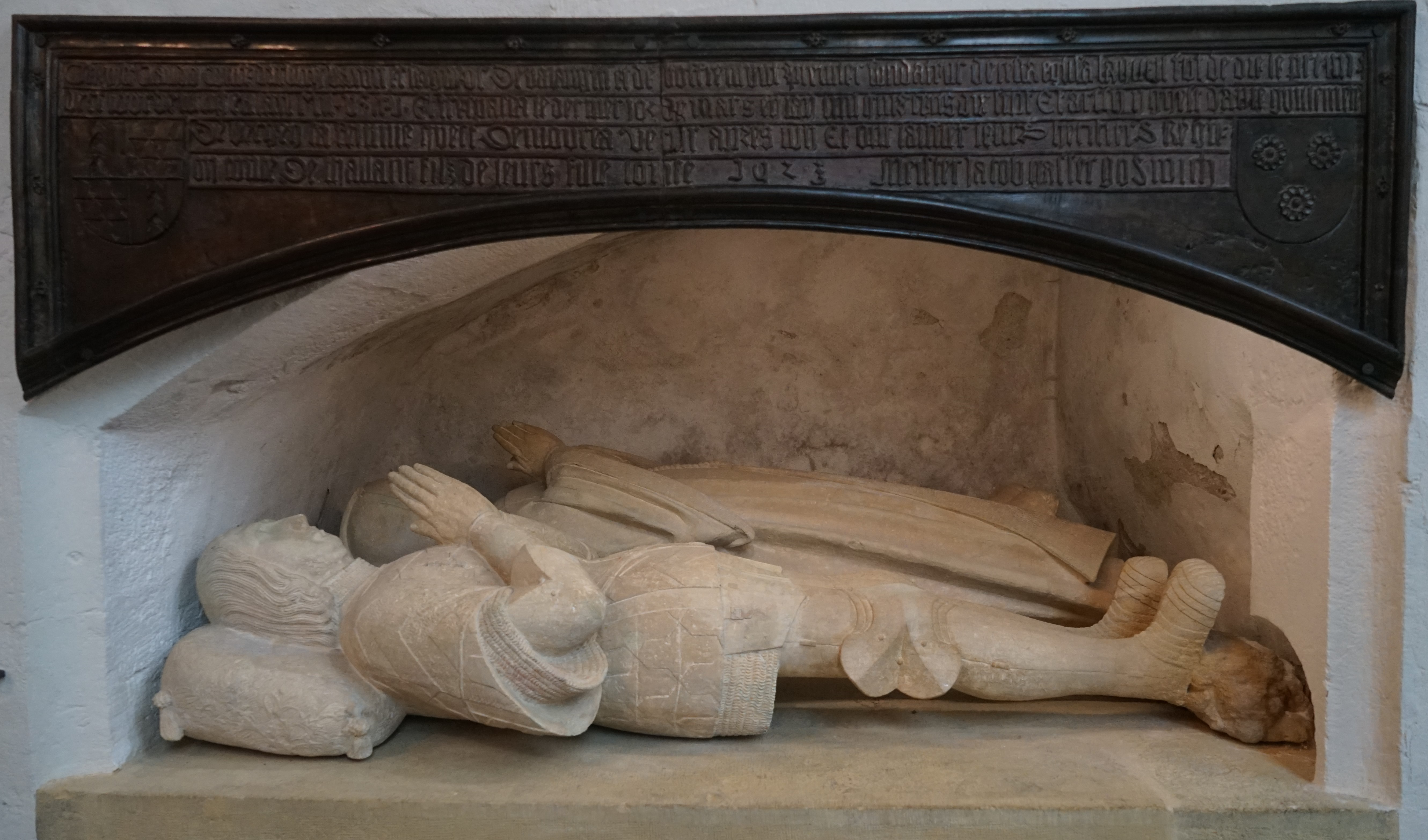
Gesamtansicht des Grabmals

Guillemette de Vergy (* um 1457 in der Diözese Autun, Herzogtum Burgund; † 13. Juli 1543 in Valangin) war eine Regentin der Herrschaft Valangin.

## Leben
Guillemette de Vergy war die Tochter der Paule de Miolans und des Jean de Vergy, Herr von Champvent († 1476). Sie heiratete 1474 Claude von Aarberg, Herr von Valangin und von Beauffremont († 1517). Die einzige Tochter und Erbin Louise heiratete den Grafen Philibert de Challant.
Das Ehepaar liess Kirchen in La Sagne und Les Brenets sowie eine Kapelle in La Chaux-de-Fonds errichten. Das Gotteshaus in Le Locle wurde ausgebaut. Sie gründeten die Kollegiatkirche in Valangin, die 1506 dem heiligen Petrus geweiht wurde. Als Witwe bestellte sie ein «maisonnement neufz» in Schloss Valangin und liess dort weitere Baumassnahmen durchführen.
Nach dem Tod ihres Schwiegersohns und ihrer Tochter, verwaltete Guillemette ab 1519 die Herrschaft Valangin für ihren Enkel René de Challant. Sie galt als «kluge Burgfrau», die ihren Besitz mit Ordnung verwaltete und besorgt um das Wohl ihrer Untertanen war. «Vehement, aber vergeblich» versuchte sie die Reformation in der Herrschaft zu verhindern.
Das Ehepaar wurde in der Kollegiatkirche beigesetzt, wo ein bedeutendes Grabmal angelegt wurde. Gustav Schwab widmete ihr das Gedicht Die alte Edelfrau.

## Belege
1. 1 2  Christelle La Grutta-Robellaz: Guillemette de Vergy. In: Historisches Lexikon der Schweiz.  14. Juli 2011.
2. ↑  Bernard Andenmatten: René de Challant. In: Historisches Lexikon der Schweiz.  14. Juli 2005.
3. 1 2 3  Jean Grellet: Aarberg-Valangin, Claudius von. In: Historisch-Biographisches Lexikon der Schweiz. Band 1 (1921). S. 13.
4. ↑  Jean Courvoisier: Contribution à l’histoire du château de Valangin. In: Musée Neuchâtelois (1963). S. 104–105.

| Personendaten    | Personendaten                      |
| ---------------- | ---------------------------------- |
| NAME             | Vergy, Guillemette de              |
| ALTERNATIVNAMEN  | Aarberg, Guillemette von (Ehename) |
| KURZBESCHREIBUNG | Regentin der Herrschaft Valangin   |
| GEBURTSDATUM     | um 1457                            |
| GEBURTSORT       | Diözese Autun, Burgund             |
| STERBEDATUM      | 13. Juli 1543                      |
| STERBEORT        | Valangin                           |